# Madvillain
Madvillain fue un dúo y supergrupo de hip hop alternativo formado por MF DOOM y Madlib. Su álbum de debut, Madvillainy, fue bien recibido por la mayoría de la crítica por su enfoque: canciones cortas, pocos estribillos y un sonido generalmente nada comercial. De dicho álbum también se lanzó una remezcla completa titulada Madvillainy 2: The Madlib Remix, lanzada en 2008.
Tanto Madlib cómo MF DOOM habían tenido una larga carrera en el hip hop underground, y, como artistas ya experimentados, dejaron hueya en un álbum que influenció no sólo a los géneros a los que per sé pertenece, sino también al surgimiento de otros posteriores, como lo serían el chillhop y el drumless.

## Discografía
- Madvillainy, 2004
- Madvillainy 2- The Madlib remix, 2008